# Russy-Bémont
Russy-Bémont é uma comuna francesa na região administrativa de Altos da França, no departamento de Oise. Estende-se por uma área de 9,75 km². Em 2010 a comuna tinha 202 habitantes (densidade: 20,7 hab./km²).